# Rogério Klafke
Rogério Klafke, né le 26 mars 1971 à Porto Alegre, au Brésil, est un joueur brésilien de basket-ball. Il évolue au poste d'ailier fort.

## Palmarès
- 3e du championnat des Amériques 1995
- 3e du championnat des Amériques 1997
- 3e des Jeux panaméricains de 1995
- Vainqueur des Jeux panaméricains de 1999
- Finaliste du championnat du monde des 22 ans et moins 1993